# ガラタ塔

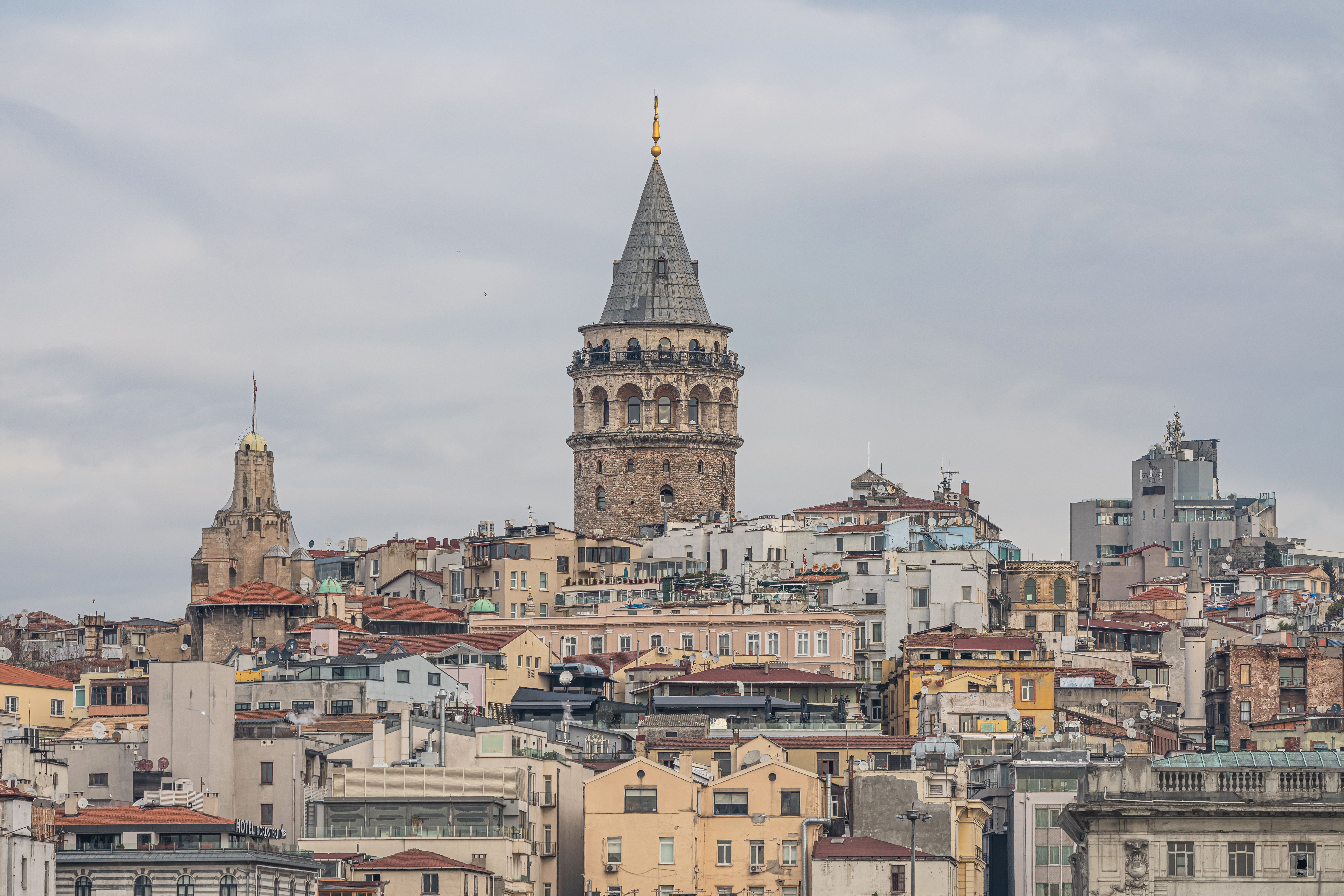
ガラタ塔

ガラタ塔（ガラタとう、トルコ語: Galata Kulesi）は、トルコ共和国のイスタンブールのカラキョイ地区にある石造りの塔。9階立てで、高さは66.9メートル。イスタンブールの街を一望でき、人気の観光名所となっている。